# Чирков Юрій Іванович (мемуарист)
Ю́рій Іва́нович Чирко́в (*25 листопада 1919 — †11 серпня 1988) — російський вчений-агрокліматолог, доктор географічних наук,
один із засновників теорії прогнозування врожайності сільгосподарських культур та агрокліматичного районування, професор, в'язень ГУЛАГу і автор книги спогадів про своє ув'язнення.

## Біографія

### Дитинство і перше ув'язнення
Народився 25 листопада 1919 року у місті Орлов Кіровської області РРФСР в інтелігентній родині. Батько — лікар-фармацевт, Іван Степанович Чирков, працював керуючим міської аптеки. Мати — Анна Георгіївна — займалася вихованням дітей. Вона закінчила гімназію, володіла французькою мовою, мала музичну освіту. Крім Юрія, у подружжя була донька Маргарита.
У 1931 році сім'я переїхала до Москви. Оселилася в районі Солом'яної сторожки, поруч з Тімірязєвською сільськогосподарською академією.
5 травня 1935 року 15-річний хлопець був арештований за доносом. Опинився у Луб'янській тюрмі. Батьки про арешт не знали — шукали сина-семикласника по московських лікарнях і моргах.
Хлопця допитували. Звинуватили у спробі підриву мостів та підготовці замахів на Сталіна та Косіора. Згодом — перевели до Бутирської пересильної в'язниці. Отримав три роки виправно-трудових таборів (за статтею 58 «Контрреволюційна діяльність», пункти 8, 10, 11).
1 вересня 1935 року прибув на Соловецькі острови на колишньому монастирському пароплаві «Ударник». Опинився у лагпункті «Кремль». Ремонтував дороги, був збирачем ягід, прибиральником і санітаром у місцевій лікарні, бібліотекарем. За сприяння дружини Леніна, Надії Крупської — отримав дозвіл на побачення з матір'ю. Згодом — працював у архіві-сховищі рідкісних книг і особливо цінних матеріалів. Коли бібліотеку закрили — Чиркова відправили в штрафний лагпункт Філімонова на торфорозробки. А згодом — до Соловецької в'язниці особливого призначення.

### Продовження ув'язнення
У травні 1938 року закінчився термін ув'язнення Чиркова. Та його не відпустили. У липні 1938 Особлива нарада НКВС продовжила його термін ув'язнення ще на 5 років. Чиркова етапували в Ухтіжемтаб. Працював на парниках в радгоспі «Ухта» (Ветлосян), переписував звіти Ухтинської дослідної сільськогосподарської станції і займався самоосвітою. Згодом — здав іспити за фахом техніка-гідрометеоролога і отримав направлення на роботу техніком на метеостанцію. Досліджував вітровий режим на місці будівництва аеродрому. Коли повернувся до Ухти — працював старшим техніком Ухтіжемтаба.
У грудні 1939 року отримав звістку про смерть матері.
На початку 1941 року в радгосп «Ухта» прибув жіночий етап з Польщі. Чирков познайомився з дочкою Станіславського воєводи Ірмою, у яку закохався. Допомагав їй в умовах табору. Згодом Ірма вступила до польської армії і поїхала з табору.
У лютому 1942 року Чиркова перевели на лісоповал. У червні 1943 року — він повернувся на роботу в Гідрометеослужбу.
8 червня 1943 року Чиркова звільнили з табору, але з умовою, що він буде прикріплений до виробництва Ухтіжемтаба до кінця війни. Працював старшим метеорологом дослідної станції.
У серпні 1943 року Чиркова відкріпили від виробництва. Він отримав паспорт зі статтею 39 (заборона проживання в усіх обласних і республіканських центрах і низці інших місць). Вступив на заочне відділення факультету природознавства в Молотовський університет у місті Молотові (нині — Перм).
У 1945 році Чирков викладав фізичну географію та метеорологію на курсах з підготовки масових професій при Ухтинському комбінаті НКВС СРСР. 15 травня 1945 року отримав повідомлення про смерть батька. Працював в радгоспі «Агроном» Краснодарського краю, начальником агрометеостанції «Кущівка». Вступив на заочне відділення історико-філологічного факультету Ростовського університету, однак згодом пішов з університету.
У квітні 1947 року отримав посаду начальника агрометеостанції «Краснодар». Вступив на заочне відділення біологічного факультету Краснодарського педінституту. У грудні 1948 року — познайомився з майбутньою дружиною, викладачем російської мови Краснодарського педінституту, Валентиною Максимівною.
У 1950 році, після дострокового закінчення інституту (здав іспити за п'ятирічний курс), отримав рекомендацію на заочну аспірантуру по агрометеорології при Всесоюзному інституті рослинництва в Ленінграді. Однак отримав відмову — у зв'язку з судимістю за 58-ю статтею.
У грудні 1950 року у Чиркова народився син Юлій.

### Довічне заслання
У 1951 році його знову арештовують. Вирок — довічне заслання в Красноярський край. Чиркова відправляють у ліспромгосп в Холове. Працює на лісоповалі. У грудні 1951 року — переводять на МТС в село Ялань.
У 1952 році переїздить до Єнісейська.
У березні 1953 року отримує звістку про смерть Сталіна. У вересні цього ж року — їде до Москви, щоб клопотати про перегляд своєї справи.
Лікарсько-трудова експертна комісія (ЛТЕК) призначає Чиркову третю групу інвалідності. 28 травня 1954 року — отримує довідку про зняття судимості. У липні цього ж року — отримує призначення на посаду старшого інженера агрометеостанції Леніно-Дачне при Всесоюзному інституті лікарських рослин. Переїжджає в Бітцу, в село Михайлівське. Вступає на заочну аспірантуру за спеціальністю агрометеорологія.

### Реабілітація
Навесні 1955 року Чиркова переводять на посаду старшого інженера в Московське управління гідрометеослужби. 10 грудня цього ж року — його було реабілітовано.
У грудні 1956 року отримує кімнату в Москві.
Захищає кандидатську дисертацію, а в 1966 — дисертацію на ступінь доктора географічних наук. У 1968 році отримує звання професора.
У 1970 році стає завідувачем кафедри метеорології і кліматології Академії імені Тімірязєва.
Помер Юрій Чирков 11 серпня 1988 року.

## Творчість
Автор книги мемуарів про ув'язнення в таборах «А було все так…» (Политиздат, 1991), виданій вже після смерті Чиркова.
Задумував книгу спогадів з трьох частин: «Соловки», «Ухта», «Красноярський край». Та повністю дописав лише першу частину. Друга — залишилася незавершеною, а третя — в чернетках. Дописала рукопис та довела його до публікації дружина Юрія Чиркова — Валентина Максимівна Чиркова.

## Книги та статті письменника
- Соловецкая библиотека и ее читатели // Наука и жизнь. –1989. — № 3. — С. 38–42.
- А было всё так… / предисл. А. Приставкина. — М.: Политиздат, 1991. — 382 с. — ISBN 5-250-01178-0 — В прил.: Чиркова В. М. Красноярский край: с. 339—380.